# モハメド・サイード・フォファナ
モハメド・サイード・フォファナ（フランス語: Mohamed Said Fofana、1952年 - ）は、ギニアの実業家、政治家。同国首相（第12代）を務めた。

## 経歴
2010年12月24日にアルファ・コンデ大統領から首相に指名された。就任前にもエコノミストとして政府の要職に就いていたとされるが、詳しいことは分かっていない。